# Уилям Рандолф Хърст
Уилям Рандолф Хърст (на английски: William Randolph Hearst, IPA: /hɜːrst/) (29 април 1863 – 14 август 1951) е американски медиен магнат, основател на холдинга Hearst Communications, водещ издател на вестници. Той създава новинарска индустрия и използва идеята да се правят пари от клюки и скандали.
Името на Уилям Рандолф Хърст се свързва с появата в ежедневието на понятия като „жълта преса“, „връзки с обществеността“ (PR) и „медиен магнат“.
Хърст издигна статуса на журналистическата професия от неизвестен събирач на информация до фигура с авторитет и влияние. Той пръв дава на журналистите картбланш за избор на темите и въвежда тематичните рубрики. Всъщност днешните вестникарски колумнисти са негово изобретение.

## Биография
Рандолф е роден в Сан Франциско, син е на предприемача Джордж Хърст и Фийби Хърст. Бащата на Уилям е милионер и притежава най-големите находища на сребро на западното крайбрежие на САЩ. Той отпуска заем на „рупора“ на калифорнийските демократи San Francisco Examiner, изкупува нерентабилния вестник и през 1887 г., благодарение на подкрепата на демократите, става сенатор.
Младият Хърст проявява склонност към скандалната журналистика още през студентските си години. В Харвардския университет, малко преди дипломирането си, той публикува обидна бележка към преподавателите в университетското списание Lampoon („Пасквил“), за което е изключен от университета.
През 1885 – 1887 г. Хърст се учи на репортерска работа във вестника на Джоузеф Пулицър The New York World. След това, с помощта на баща си, получава диплома от Харвард и се завръща в Сан Франциско.
През 1903 г. Уилям Хърст се жени за Милисент Вероника Уилсън (1882 – 1974). Двамата имат петима сина: Джордж Рандолф Хърст (1904 – 1972), Уилям Рандолф Хърст мл. (1908 – 1993), Джон Рандолф Хърст (1910 – 1958), близнаците Рандолф Аперсън Хърст (1915 – 2000) и Дейвид Уитмор Хърст (1915 – 1986).
От 1917 до 1951 г. Хърст има връзка с актрисата Марион Дейвис. Имат една дъщеря, Патриша Лейк, която винаги е представяна като племенница на Марион Дейвис.

## Бизнес
На 23-годишна възраст Хърст измолва от баща си вестника San Francisco Examiner и става издател. Новият собственик каза на служителите, че от всяка глупост може да се направи сензация, основното е формата на представяне на материала и съответствието с интереса на читателя. Година по-късно тиражът на вестника се удвоява. Вестникът започна да публикува скандални материали за корупцията. В резултат на това Хърст младши се скарва с баща си, който иска синът му да спре да атакува някои компании. Хърст старши отказва да финансира вестника и лишава от наследство сина си. След смъртта на баща му през 1891 г. капиталът от 25 млн. щ.д. долара преминава към майката на Уилям.
През 1895 г., с финансовата подкрепа на майка си, той купува New York Morning Journal. Вестникът има, в сравнение с конкурентите си, незначителен тираж от 30 хиляди екземпляра, наричат го „вестник на прислужниците“.
Хърст наема видните публицисти от онова време Стивън Крейн и Джулиан Хотърн. Марк Твен също пише за изданията му. Хърст събира редакторите си и им каза:
| „ | Моят вестник трябва да се пише и издава така, че полуграмотни емигранти, невежи, жители на градското дъно, тийнейджъри – всички да могат и да искат да го четат. | “ |

Намалява цената до един цент за брой. Тиражът на вестника рязко нараства. След това започва така наречената „вестникарска война“ между Хърст и Пулицър. Между двамата най-големи издатели започва ожесточена конкуренция.

### Вестникарската война
Сензации, престъпления и бедствия запълват първите страници на вестниците. Или обратното – истории за спасения и подвизи. Специално място е отделено на истории от живота на известни личности, светски клюки и скандали. Вълнението на читателите се подхранва от илюстрациите, които в онези дни са като цяло нови за вестниците. Освен това, ако се описват убийства или бедствия, художниците рисуват натуралистични, кървави детайли. И този метод си свършва работата – тиражите на вестниците достигат огромни размери.

В една от редакционните статии Хърст пише: 
Политиката на The New York Journal се заключава в това, че да се привлича вниманието е също толкова важно, колкото и да се откриват факти; публиката жадува за забавление много повече отколкото за новини.
Хърст изкупва целия репортерски отдел на Пулицър, който пише за неделните издания. Пулицър предлага големи хонорари на журналистите, ако се върнат. Тогава Хърст им предлага двойно повече и ги купува отново. През 1896 г. Хърст успява да привлече като сътрудник създателя на първия американски комикс Ричард Ауколт.
Пулицър не успява да се справи с конкурента си. Неговите издания са предназначени за средната класа и имат определени граници, които той не може да премине. За Хърст обаче няма ограничения. Той казва:
| „ | „Главният и единствен критерий за качеството на един вестник е тиражът му“. | “ |

### Лидерство на пазара
Хърст става милионер и много влиятелна личност в света на вестниците. През 1935 г. той е един от най-богатите хора в света, със състояние, оценявано на 200 млн. щ.д. След закупуването на New York Morning Journal Хърст продължава да купува и създава ежедневни и седмични вестници в Съединените щати. През 1940-те години Хърст е собственик на 25 ежедневника, 24 седмичника, 12 радиостанции, 2 световни новинарски агенции, една филмова тематична компания, филмовото студио Cosmopolitan и много други.
През 1948 г. той придобива една от първите американски телевизионни станции, BWAL-TV в Балтимор. Вестниците на Хърст продават 13 милиона копия дневно и имат около 40 милиона читатели. Почти една трета от възрастните в САЩ четат всеки ден вестниците на Хърст. В допълнение, милиони хора по света получават информация от пресата на Хърст чрез репортажи на новинарските агенции, филми и вестници, които са превеждани и отпечатвани в огромни количества по целия свят.

## Политика
В разгара на конкурентната борба между Хърст и Пулицър, през 1898 г. в Куба започва освободително движение против Испания. И вестниците на Хърст стават основен обвинител на Испания и защитник на Куба.
На страниците на New York Morning Journal се публикува откраднато лично писмо от испанския посланик, което съдържа негативна характеристика на американския президент Уилям Маккинли. По този начин Хърст иска да принуди президента да започне война с Испания. Кореспондент от Куба телеграфира на Хърст: „Тук всичко е тихо, няма война.“ На което той отговаря: „Вие осигурете илюстрациите, аз ще осигуря войната.“
На 15 февруари 1898 г. в пристанището на Хавана експлодира американският боен кораб „Мейн“. Една от многото догадки е слухът, че Хърст има пръст в организирането на експлозията. Две седмици след експлозията на „Мейн“ тиражът на New York Morning Journal нараства до 5 милиона екземпляра.
Хърст на два пъти е избиран за член на Камарата на представителите на САЩ и веднъж се кандидатира за губернатор на Ню Йорк. Въпреки това чрез своите вестници и списания той постигна огромно политическо влияние.
През 1933 г. Хърст заснема филма „Гавриил над Белия дом“, който разказва за това как новият президент на САЩ, с Божията помощ, лично не само измъква Америка от икономическата криза, но и покорява целия свят. Филмът е направен, за да рекламира кандидатурата на Франклин Делано Рузвелт за президент.
Светогледът на Хърст е ултраконсервативен, националистически и антикомунистически. Има крайно десни възгледи. През 1934 г. пътува до Германия, където е приет от Хитлер като гост и приятел. След пътуването във вестниците на Хърст се появяват поредица от агресивни статии срещу социализма, срещу Съветския съюз и по-специално срещу Сталин. Карикатури на Сталин често се появяват на първите страници на вестниците, изобразявайки го като убиец, държащ кама в ръцете си.
През 1934 г. пресата на Хърст публикува статия на Херман Гьоринг, представляваща антисемитска пропаганда.

## Гражданинът Кейн
През 1941 г. режисьорът Орсън Уелс създава филма „Гражданинът Кейн", като прототип на главния герой е Хърст. Това е направено до такава степен, че във филма Кейн цитира буквално някои от скандалните изявления на Хърст.
Веднага след излизането си филмът получава наградата „Оскар“ за най-добър сценарий (номиниран е за тази награда в още осем номинации) и впоследствие многократно е споменаван от критиците като „най-добрият филм на всички времена“.
Не желаейки филмът да бъде пуснат, Хърст с помощта на своята медийна империя започва истинска война с Уелс. „Гражданинът Кейн“ все пак е видян в големите градове на Америка, но в провинциите, особено на юг, силата е на страната на вестниците на Хърст, които остро критикуват филма. Освен това повечето от тези вестници обявяват бойкот на филма. Това е един от малкото случаи в историята на САЩ, когато филм предизвиква такава буря в политическите и социалните среди.